# Slant 6
Le Slant 6 erano un punk rock trio di Washington, D.C., negli Stati Uniti.
La band era composta da Christina Billotte (voce e chitarra), Myra Power (voce e basso) e Marge Marshall (batteria e tromba).

## Storia delle Slant 6
Il gruppo si è formato nel luglio 1992, a seguito della rottura della band Autoclave, nella quale suonava la Billotte. Il gruppo prese il nome da un tipo di motore in linea a sei cilindri che veniva prodotto durante gli anni sessanta e settanta dalla Dodge per la Chrysler Motor Company.
Le Slant 6 hanno distribuito i propri lavori tramite l'etichetta Dischord ed hanno effettuato diversi tour negli Stati Uniti, ed uno anche in Inghilterra. Si sciolsero nel novembre del 1995.

## Formazione
- Christina Billotte (voce e chitarra)
- Myra Power (voce e basso)
- Marge Marshall (batteria e tromba).

## Discografia

### Album ed EP
- 1993 - What Kind of Monster Are You EP (Dischord Records)
- 1994 - Soda Pop-Rip Off (Dischord Records)
- 1995 - Inzombia (Dischord Records)

### Singoli
- 1995 - "We're Having A Baby/ This Is... Young Vulgarians" singolo split con The Make-Up (Time Bomb Records)

### Compilation
- 1993 - "Alien Movie Stars" compreso in Julep, Yoyo Recordings
- 2002 - "What Kind of  Monster Are You?" e "Are You Human?" compreso nel 20 Years of Dischord, (Dischord Records)